# Tahara Jutaka
Tahara Jutaka (Aira, Kagosima, 1982. április 27. –) japán korosztályos válogatott labdarúgó.

## Pályafutása

### Válogatottban
A japán U20-as válogatott tagjaként részt vett a 2001-es ifjúsági labdarúgó-világbajnokságon.